# برايان ميرفي (لاعب قذف)
برايان ميرفي (بالإنجليزية: Brian Murphy)‏ (و. 1982  م) هو لاعب قذف أيرلندي.

## جوائز
حصل على جوائز منها:
- نيشان الفنون والآداب من رتبة قائد (17 يناير 2013)[6]
- جائزة المنافسة العامة  [لغات أخرى]‏ (1946)

## روابط خارجية
- برايان ميرفي على موقع الاتحاد الدولي لألعاب القوى (الإنجليزية)